# 지포이테스 2세
지포이테스 2세 또는 지포이테스 2세, 티보이테스 2세 (그리스어: Zιπoίτης or Zιβoίτης)는 기원전 279년부터 기원전 276년까지 재위한 비티니아의 통치자로, 그의 이름은 주로 헬레니즘식으로 변형된 형태로 전해지며, 세 음절로 이루어져 있다.

## 생애
그는 지포이테스 1세의 아들이자, 비티니아의 니코메데스 1세의 동생이다. 니코메데스가 그의 동생 네 명을 죽이려 할 때, 지포이테스 2세는 탈출에 성공한 유일한 인물로, 달아난 뒤에 그는 니코메데스에 대한 반란을 일으켰고 일시적이지만 비티니아의 상당한 부분에 독립 국가를 이뤄냈다. 니코메데스가 미래의 갈라티아를 세운 이들인 갈리아족의 레온노리우스와 루타리우스를 불러들인 것은 지포이테스 2세를 제압하기 위함이다.

## 참고 문헌
- 윌리엄 스미스 (편찬자); 그리스와 로마의 전기와 신화 사전, 틀:Usurped, Boston (1867)

| 이전 지포이테스 1세 | 비티니아의 왕 기원전 279년 - 기원전 276년 | 이후 니코메데스 1세 |